# Lalleyriat
Lalleyriat is een voormalige gemeente in het Franse departement Ain (regio Auvergne-Rhône-Alpes) en telt 195 inwoners (1999). De oppervlakte bedraagt 14,7 km², de bevolkingsdichtheid is 13,3 inwoners per km².

## Geschiedenis
Op 1 januari 2016 fuseerde de gemeente met Le Poizat tot de gemeente Le Poizat-Lalleyriat. 

## Geografie
De onderstaande kaart toont de ligging van Lalleyriat met de belangrijkste infrastructuur en aangrenzende gemeenten.

## Demografie
Onderstaande figuur toont het verloop van het inwoneraantal van Lalleyriat vanaf 1962.
Vanwege een beveiligingsprobleem met de MediaWiki Graph-software is het momenteel niet mogelijk deze grafiek weer te geven. Zodra de software is bijgewerkt zal de grafiek vanzelf weer zichtbaar worden.